# Mikael Elias

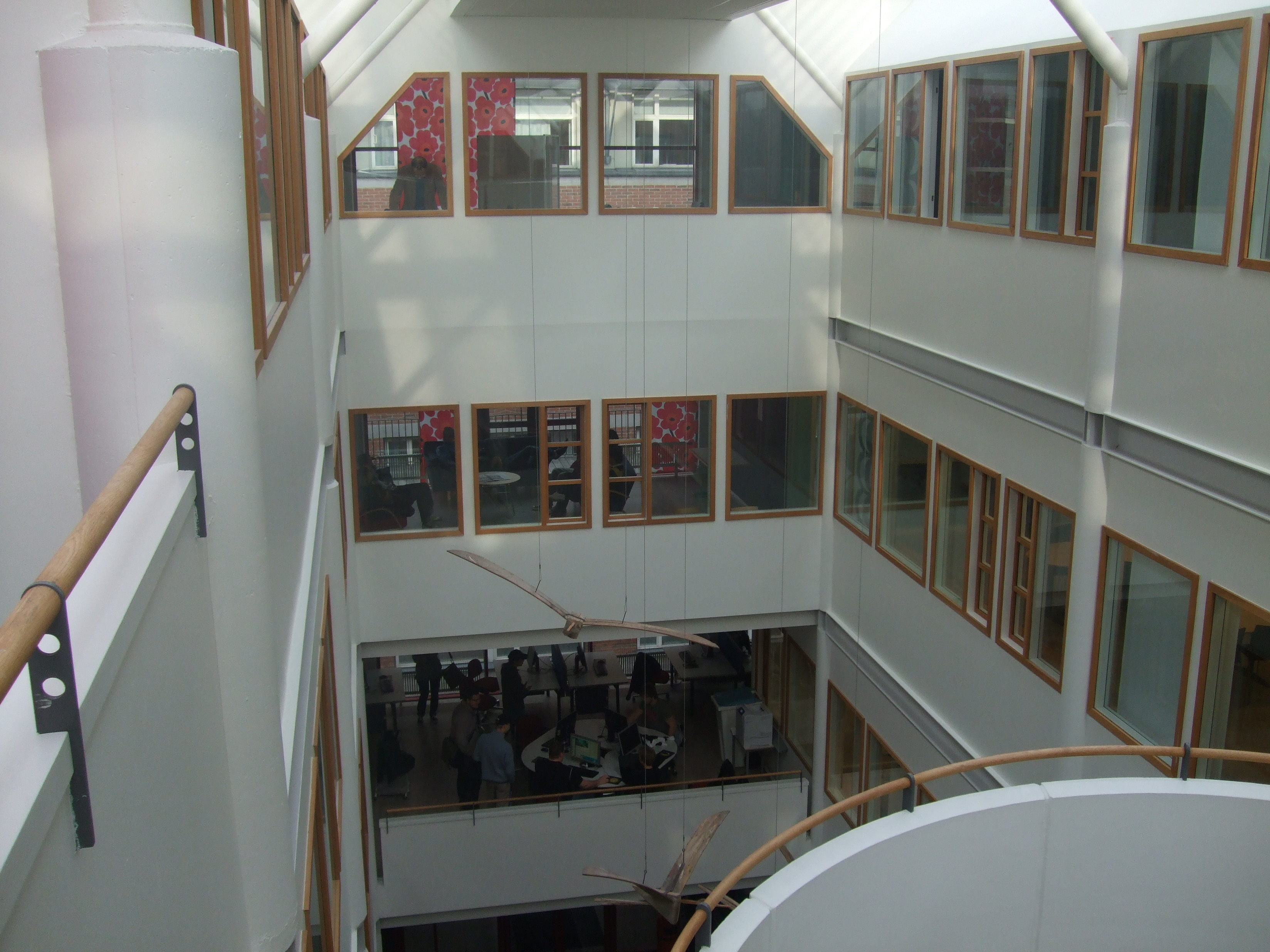
Mikael Elias Teoretiska Gymnasium på Lindholmen i Göteborg.

Mikael Elias, född 1923 i Kretshnif, i nuvarande Rumänien, , död 21 oktober 2005 var en rumänsk-svensk entreprenör och grundare av det svenska utbildningsföretaget Nordens Teknikerinstitut AB (NTI) som startade NTI-skolan.
Han föddes i Rumänien, flydde från både sovjetkommunister och nazister och kom till Sverige 1955. I sin ungdom, då han fortfarande bodde i Rumänien studerade han kemi, psykologi och medicin.
År 2007 startades Mikael Elias teoretiska gymnasium på fem orter i Sverige. Mikael Elias Gymnasium AB har läsåret 2012-2013, 2000 elever fördelade på 10 skolor.